# Цибень
Цибень, Цибені (рум. Țibeni) — село у повіті Сучава в Румунії. Входить до складу комуни Сату-Маре.
Село розташоване на відстані 375 км на північ від Бухареста, 25 км на північний захід від Сучави, 138 км на північний захід від Ясс.

## Населення
За даними перепису населення 2002 року у селі проживали 1307 осіб. Рідною мовою 1300 осіб (99,5%) назвали румунську.
Національний склад населення села:
| Національність | Кількість осіб | Відсоток |
| -------------- | -------------- | -------- |
| румуни         | 1298           | 99,3%    |
| українці       | 5              | 0,4%     |